# بونغ (أداة تدخين)

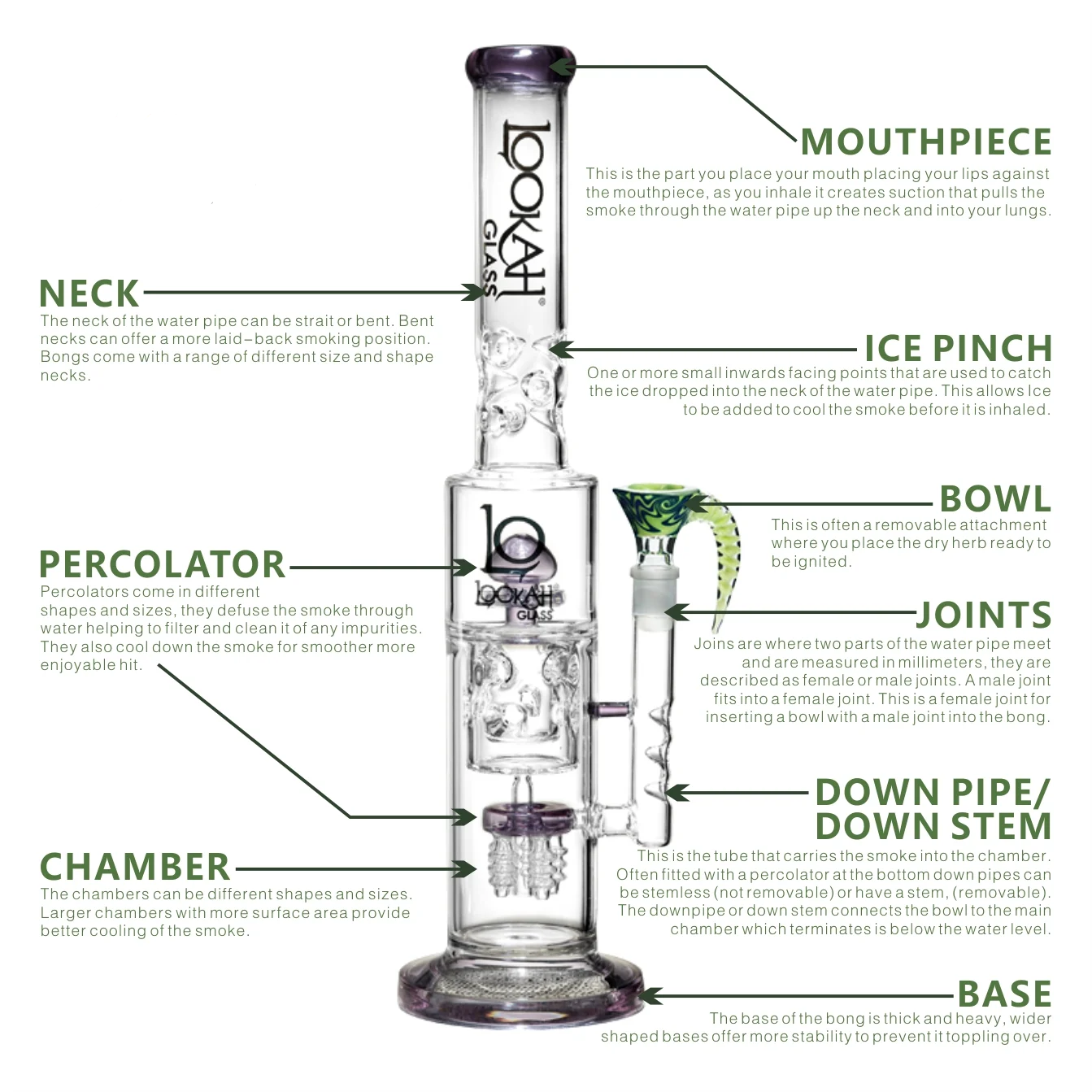
البونغ

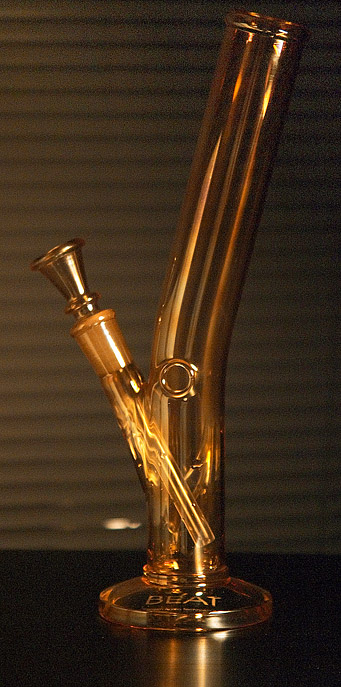
بونغ مع منفذ كربنة دائري في مقدمة الوعاء

البونغ (المعروف أيضا باسم أنبوب الماء) هو جهاز ترشيح يستخدم عادة لتدخين القنب أو التبغ أو المواد العشبية الأخرى. في البونغ الموضح في الصورة، يتدفق الدخان من المنفذ السفلي على اليسار إلى المنفذ العلوي على اليمين.
يشبه البونغ الشيشة في البناء والوظيفة إلا أنه أصغر حجمًا وأكثر قابلية للحمل بشكل خاص. يمكن بناء بونغ من أي وعاء ضيق الهواء والماء عن طريق إضافة وعاء وجهاز جذعي (أو شريحة) الذي يوجه الهواء لأسفل إلى أسفل مستوى الماء حيث يتصاعد («فقاعة») أثناء الاستخدام. للحصول على الهواء النقي في البونغ وحصاد آخر دخان متبقي، وهو ثقب يعرف باسم «كاربوريتور»، «كربوهيدرات»، «خنق»، «بينك»، «اندفاع»، «شوتي»، «حفرة ركل»، أو ببساطة «ثقب»، في مكان ما على الجزء السفلي من البونغ فوق مستوى الماء، يتم تغطيته أولاً أثناء عملية التدخين، ثم يتم فتحه للسماح بسحب الدخان إلى الجهاز التنفسي. بدون مثل هذا الثقب في البونغ، تتم إزالة الوعاء و/أو الساق للسماح للهواء من الحفرة التي تثبت الساق.
تم استخدام البونغ من قبل الهمونغ في لاوس وتايلاند، وكذلك في جميع أنحاء إفريقيا، لعدة قرون. أحد أقدم الاستخدامات المسجلة للكلمة في الغرب هو في قاموس ماكفارلاند التايلاندي الإنجليزي، الذي نُشر في عام 1944، والذي يصف أحد معاني البونغ في اللغة التايلاندية بأنه «أنبوب مائي من الخيزران لتدخين الكانتشا أو الشجرة أو الحشيش أو نبات القنب». كما استخدم هذا المصطلح عدد يناير 1971 من مجلة الماريجوانا.

## أصل الكلمة
كشفت عمليات التنقيب عن كورغان في روسيا في عام 2013 أن زعماء القبائل السكيثية استخدموا أواني الذهب قبل 2400 عام لتدخين القنب والأفيون. تم اكتشاف الكورغان (اي النادولول) عندما كان عمال البناء يقومون بتطهير الأراضي لبناء خط كهرباء.
في عهد الإمبراطور أكبر، اخترع الطبيب حكيم أبو الفتح أنبوب الماء في الهند، واكتشف التبغ. واقترح أبو الفتح أن التبغ «يجب أن يمر الدخان أولاً عبر وعاء صغير من الماء حتى يصبح غير ضار». تظهر مصادر أخرى أيضًا أدلة على اختراع أنبوب الماء في الصين خلال أواخر عهد أسرة مينغ في القرن السادس عشر، جنبًا إلى جنب مع التبغ، عبر بلاد فارس وطريق الحرير. حيثُ أصبحت الطريقة الأكثر شيوعًا لتدخين التبغ من قبل العائلة الحاكمة تشينغ، لكنها أصبحت أقل شعبية منذ عصر الجمهورية. على الرغم من استخدامه عادة من قبل عامة الناس، فمن المعروف أن أنبوب المياه قد تم تفضيله من قبل الإمبراطورة الأرملة تسيشي على زجاجات سناف أو طرق أخرى للتناول. وفقًا لإدارة الأسرة الإمبراطورية تم دفنها بثلاثة أنابيب مياه على الأقل ؛ يمكن رؤية بعض مجموعاتها في متحف القصر.

## التصميم
يمكن تقسيم أنبوب المياه المستخدم منذ سلالة تشينغ إلى نوعين: بونغ الخيزران محلي الصنع الذي يصنعه ويستخدمه عادة سكان الريف، ونسخة معدنية أكثر أناقة يستخدمها التجار الصينيون وسكان المدن والنبلاء. عادة ما تكون الأواني المعدنية مصنوعة من البرونز أو النحاس، وهي نسخة النبلاء من الفضة ومزينة بالمجوهرات. عادة، تكون النسخة المعدنية مصنوعة من المكونات التالية:
- أنبوب الماء نفسه، بناء من قطعة واحدة يتكون من ساق الوعاء، وحاوية الماء، ورسم 3 بوصات على الأقل، ولكن يمكن أن يصل طول بعضها إلى 12 بوصة. بعضها مستقيم مع "مفصل" الجزء العلوي الرملي من الساق، عادة ما يكون طوله حوالي 1 بوصة، وعلى طول الطريق، مدبب أو مخروطي الشكل، بحيث يتناسب الوعاء المدبب، أو «المخروط على شكل» بعضها منحني لتشبه الرافعة. حجم الوعاء مشابه لحجم الضارب الواحد، وعادة ما يكون عرض الصورة المصغرة أو الأصغر.
- حاوية التبغ مع غطاء.
- رف أنبوب صغير بما يكفي ليتم حمله بيد واحدة، ويتكون من فتحتين كبيرتين لحاوية التبغ وأنابيب المياه. قد تحتوي على ثقوب أصغر لحمل أدوات الأنابيب المختلفة.

خلال جلسة التدخين، قد يحتفظ المستخدم بجميع المعدات داخل الرف ويمسك المجموعة بأكملها (الرف والأنابيب والحاوية) في يد واحدة، ويضيء الوعاء بفتيل ورقي بطيء الاحتراق مضاءً فوق موقد الفحم. على عكس أمريكا الشمالية ونصف الكرة الجنوبي، يتم استخدام أنبوب المياه عادةً من قبل الأجيال الأكبر سنًا.

## الاستخدام

مخطط البونغ

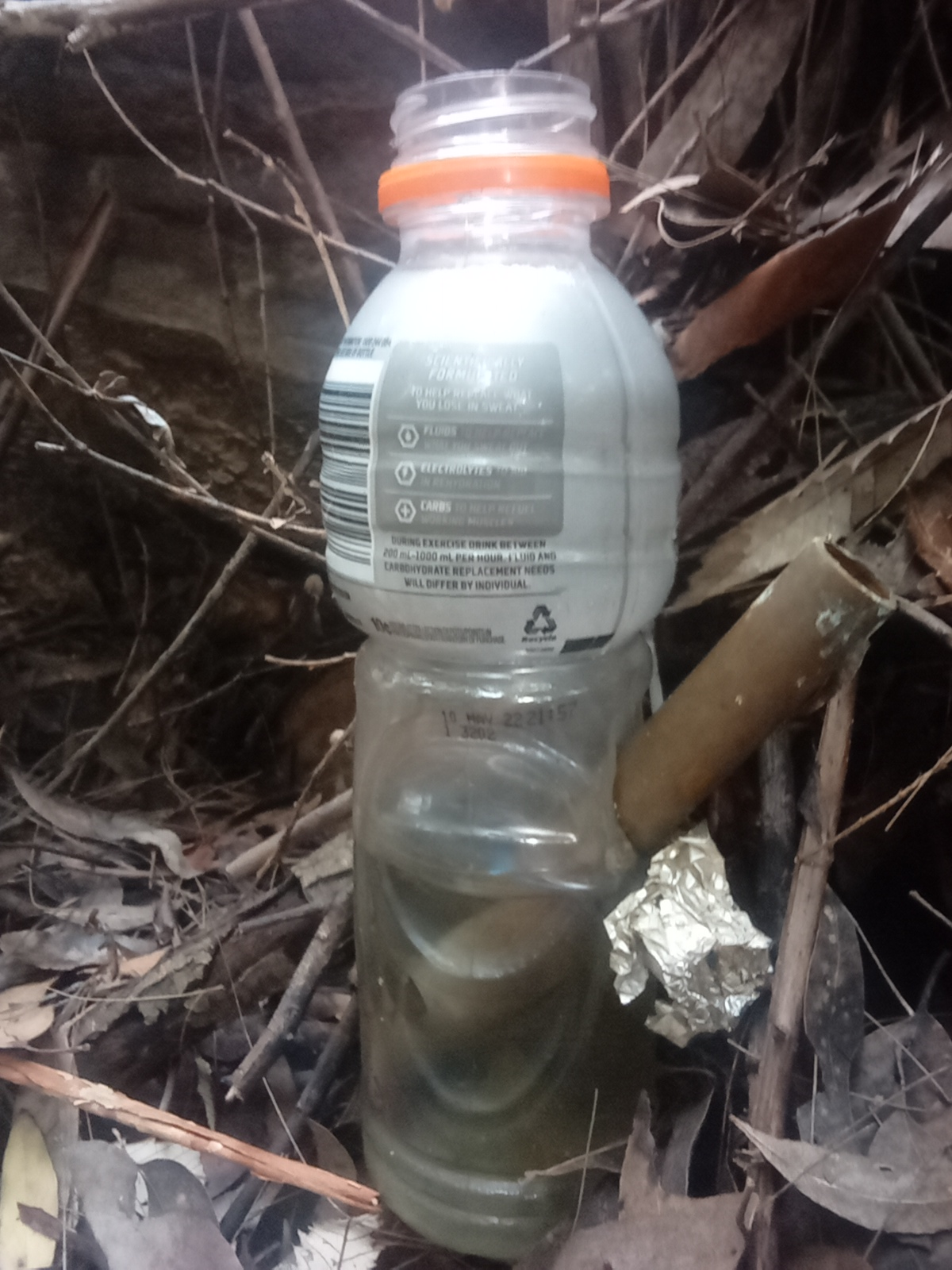
بونغ مصنوع من زجاجة مشروبات رياضية بلاستيكية

يمكن للماء أن يحبس بعض الجزيئات الأثقل والجزيئات القابلة للذوبان في الماء، مما يمنعها من دخول الممرات الهوائية للمدخن. تقارن آليات البونغ بآليات زجاجة غسيل الغاز في المختبر. يضع المستخدم فمه في الأعلى ويضع الحشيش في الأنبوب، كما هو موضح في الصورة.
غالبًا ما تكون البونغ إما زجاجية أو بلاستيكية تستخدم وعاء وساق وماء لإنتاج الدخان، معظم البونجات الزجاجية مصنوعة من زجاج بوروسيليكات مقاوم للحرارة، مما يسمح للبونغ بتحمل الاستخدام المتكرر والتعرض للحرارة دون كسر، بعد تعبئة الوعاء وإدخال الماء في البونغ، تضاء المادة ويسحب الدخان عبر الماء لإنتاج دخان أكثر سلاسة من طرق التدخين الأخرى. لتدخين بونغ، يجب على المدخن أن يستنشق البونغ حتى تبدأ الفقاعات التي تحتوي على دخان في الظهور من الساق. بمجرد تراكم كمية لا بأس بها من الدخان في البونغ، يتم الكشف عن الكربوهيدرات أو فصل الساق عن البونغ، مما يسمح باستنشاق الدخان المتبقي.
ومع ذلك، وجدت دراسة القنب نورمال-ماب  عام 2000 أن «أنابيب المياه تقوم بتصفية رباعي الهيدرو كانابينيول المنشط أكثر مما تقوم به القطران الأخرى، مما يتطلب من المستخدمين تدخين المزيد للوصول إلى التأثير المطلوب». في الدراسة، تم سحب الدخان من الحشيش الذي قدمته المعهد الوطني لتعاطي المخدرات من خلال عدد من أجهزة التدخين وتحليلها. نظرت هذه الدراسة في نسبة القطران إلى القنب في الغاز الناتج عن طريق البونغ المختلفة، بالإضافة إلى المفاصل غير المصفاة والمرشحة والمبخرات.  أظهرت النتائج أن المبخرات فقط هي التي أنتجت نسبة قطران إلى قنب أفضل من المفاصل غير المفلترة، ولكن داخل القنب المنتج، حتى المبخرات شوهت نسبة رباعي الهيدروكانابينيول (المكون المنشط للدخان) إلى كانابينويد (القادر على إنتاج الفوائد الطبية ولكن ليس له تأثير نفسي) لصالح الكلنلبينويد. أظهر هذا أن المفصل غير المصفى يحتوي على أفضل نسبة قطران إلى رباعي الهيدرو كانابينيول على الإطلاق، وكانت البونغ في الواقع ضارة بشكل خطير في هذا الصدد.
كما استعرضت الخرائط دراسة اختبرت آثار وطريقة تآلف القنب المفلتر وغير المفلترة من الماء ودخان التبغ، ووجدت أنه عندما تعرضت البلاعم السنخية للدخان غير المصفى، انخفضت قدرتها على محاربة البكتيريا، على عكس التعرض للدخان المصفى بالماء، كما وجدت أدلة وبائية كبيرة على انخفاض معدل الإصابة بالسرطان بين مدخني التبغ الذين استخدموا أنابيب المياه، على عكس السجائر والسيجار والأنابيب العادية. يبدو أن ترشيح الماء يمكن أن يكون فعالاً في إزالة المكونات من دخان القنب التي هي مواد سامة معروفة ترتبط فعالية إزالة المواد السامة بمنطقة التلامس المائي للدخان. "
ومن المرجح أن تكون أنابيب المياه المصممة خصيصا، والتي تتضمن مرشحات للجسيمات وفرات لتشتت الغاز، أكثر فعالية في هذا الصدد ؛ تعمل فريت تشتت الغاز على تفتيت الدخان إلى فقاعات دقيقة جدًا، وبالتالي زيادة منطقة ملامسة المياه. "عادة ما يشار إلى هذه الفريتات على أنها ناشر للطريقة التي تنتشر بها (أو تشتت) الدخان أثناء خروجه من الجذع السفلي، وعادة ما تتكون من ثقوب أو شرائح صغيرة في نهاية الساق السفلي. تشير هذه الدراسة إلى أن دخان البونغ أقل ضررًا من الدخان غير المصفى. 

#### ثار صحية ضارة
البونغ الذي يتم تنظيفه بانتظام يقضي على الخميرة والفطريات والبكتيريا ومسببات الأمراض التي يمكن أن تسبب عدة أعراض تختلف من حساسية إلى عدوى الرئة.

##### البونغ البلاستيكي
تم الإبلاغ عن أنه من الممكن تذوق المواد الكيميائية الموجودة في الماء من زجاجة ماء بلاستيكية تركت جالسة في سيارة ساخنة لأن«المواد الكيميائية قد تسربت إلى محتويات الزجاجة». كما أفيد أنه من الممكن تخيل أن هذه العملية من المواد الكيميائية التي تتسرب إلى الماء تحدث مع "بونغ زجاجة ماء محلية الصنع حيث يتم تسخين الزجاجة بشكل روتيني. كما ورد أنه "وفقًا لأبحاث السرطان في المملكة المتحدة، تحتوي الزجاجات البلاستيكية التي يتم تسخينها حتى 60 درجة مئوية على مستويات غير صحية من المواد الكيميائية السامة.

## الوضع القانوني

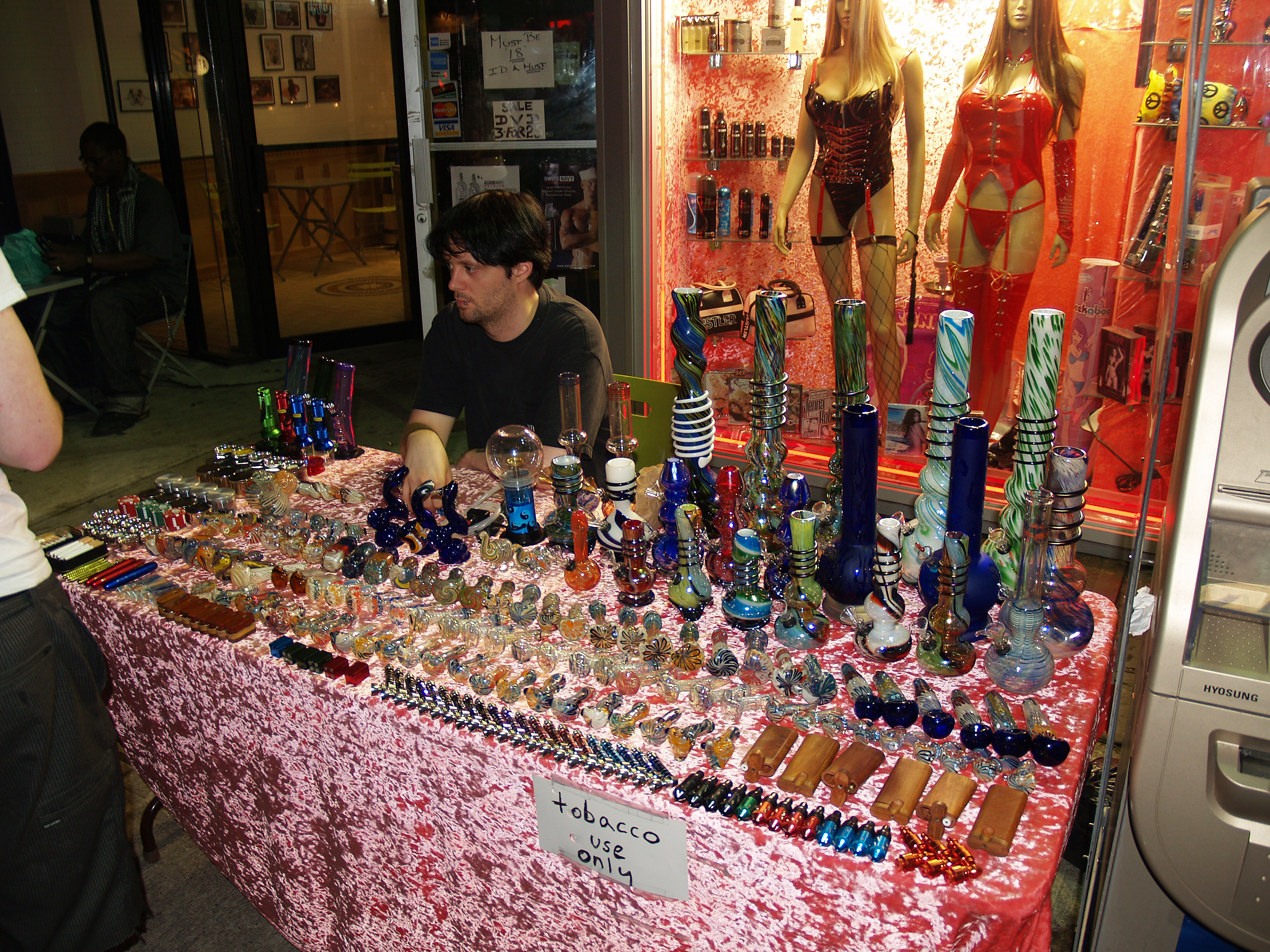
مجموعة متنوعة من البونج للبيع، من بين البضائع الأخرى في مانهاتن. لأسباب قانونية، تم تصنيف المنتجات على أنها "لاستخدام التبغ فقط".

في الولايات المتحدة، بموجب قانون أدوات المخدرات الفيدرالي، وهو جزء من قانون المواد الخاضعة للرقابة، من غير القانوني بيع أدوات المخدرات أو نقلها عبر البريد أو نقلها عبر خطوط الولاية أو استيرادها أو تصديرها.
في البلدان التي تعتبر فيها الماريجوانا والحشيش غير قانونية، يحدد بعض تجار التجزئة أن البونغ مخصص للاستخدام مع التبغ في محاولة للتحايل على القوانين ضد بيع أدوات المخدرات. في حين أن كلمة «بونغ» من الناحية الفنية لا تعني جهازًا يستخدم لتدخين الحشيش بشكل أساسي، فقد تم تشكيل الدلالات المتعلقة بالمخدرات مع الكلمة نفسها (جزئيًا بسبب اللعب مع السنسكريتية بهانجا «القنب»). وبالتالي، خوفًا من القانون، لن تخدم العديد من المتاجر الرئيسية العملاء الذين يستخدمون كلمة «بونغ» أو «الشيشة» أو أي كلمة أخرى مرتبطة عادةً بتعاطي المخدرات غير المشروع.
سعى بعض مصنعي العلامات التجارية لبونغ (لا سيما روور) إلى الحد من السوق المزيفة لمنتجاتهم من خلال مقاضاة المتاجر المتهمة ببيع سلع مزيفة.

## انظر ايضا
- أدوات المخدرات
- نارجيلة
- ضارب واحد (تدخين)
- بونغ الجاذبية
- عملية أحلام البايب
- تبغ صدئي

## روابط خارجية
- أضرار الشيشة
- أضرار الماريجوانا على الجسم